# Kottmeier Mesa
Die Kottmeier Mesa ist ein 2120 m hoher Tafelberg im ostantarktischen Viktorialand. In der Asgard Range ragt er 4,5 km nordwestlich des Mount J. J. Thomson auf. Er ist beinahe vollständig eisbedeckt, 2,5 km lang und 800 m breit. Hier treffen die Kopfenden des David Valley, des Bartley- und des Matterhorn-Gletschers sowie die Nordflanke des Rhone-Gletscher aufeinander. Die genannten Gletscher werden von den Eismassen des Tafelbergs gespeist. 
Das Advisory Committee on Antarctic Names benannte ihn 1997 nach Steven T. Kottmeier, der unter anderem zwischen 1981 und 1987 im Rahmen des United States Antarctic Program die mikrobiellen Lebensgemeinschaften im Meereis des McMurdo-Sunds sowie die des Krill an den Eisrandzonen der Bellingshausen-See, der Scotiasee und des Weddell-Meers untersucht hatte.